# Phyllis Kirk
Phyllis Kirk, pseudonimo di Phyllis Kirkegaard (Syracuse, 18 settembre 1927 – Woodland Hills, 19 ottobre 2006), è stata un'attrice e attivista statunitense.

## Biografia
Di ascendenze danesi, Phyllis Kirkegaard fece la modella e studiò recitazione a New York, cambiando definitivamente il proprio cognome in "Kirk". Iniziò la carriera di attrice a Broadway, prima di approdare al cinema all'inizio degli anni cinquanta.
Sotto contratto prima con la MGM e poi con la Warner Brothers, recitò in ruoli secondari in film come L'indossatrice (1950) di George Cukor, la commedia musicale Il collegio si diverte (1952) e l'avventuroso L'amante di ferro (1952). L'anno successivo legò il suo nome a un classico dell'horror, La maschera di cera (1953), quale protagonista femminile che diventa oggetto delle follie di uno scultore sfigurato (Vincent Price), il quale esibisce a ignari spettatori le vittime dei propri delitti, ricoperte di cera. Il film, remake dell'omonima pellicola del 1933, venne girato con la tecnica tridimensionale e ottenne un grande successo di pubblico.
Nello stesso periodo la Kirk intraprese anche la carriera di attrice televisiva, interpretando episodi di serie antologiche quali The United States Steel Hour (1953), Lux Video Theatre (1953-1954) e Studio One (1952-1956). Nella seconda metà del decennio apparve sul grande schermo nei western Johnny Concho (1956), accanto a Frank Sinatra, e La febbre dell'uranio (1956), nel drammatico Ritorno dall'eternità (1956), e nella commedia Il marmittone (1957), interpretata da Jerry Lewis.
Mentre la sua carriera cinematografica volgeva al termine, l'attrice interpretò il ruolo per il quale è oggi maggiormente ricordata, quello della sofisticata Nora Charles nella serie televisiva L'uomo ombra, di cui interpretò 72 episodi tra il 1957 e il 1959 accanto a Peter Lawford, nei panni del marito detective Nick Charles. Sempre per il piccolo schermo, interpretò ancora un episodio della serie I racconti del West (1960) e uno della serie Ai confini della realtà (1960), dal titolo Un mondo su misura, nel quale impersonò la moglie gelosa e petulante di uno scrittore (Keenan Wynn) che, parlando all'interno del proprio registratore, è in grado di far comparire e scomparire i personaggi dei suoi racconti.
Sostenitrice del Partito Democratico e impegnata come attivista in cause di interesse sociale e umanitario come quella per l'abolizione della pena di morte, la Kirk visitò più volte in carcere Caryl Chessman, condannato alla camera a gas per rapina, sequestro e abuso sessuale, e si oppose fermamente alla sua esecuzione, avvenuta poi nel 1960. Dopo i Watts Riots, sommossa a sfondo razziale scoppiata nell'agosto 1965 nel distretto di Watts (Los Angeles), si occupò di programmi prescolastici destinati a famiglie in difficoltà della città californiana e lavorò come giornalista per la testata dell'American Civil Liberties Union, organizzazione non governativa orientata a difendere i diritti civili e le libertà individuali negli Stati Uniti.
Dopo essere tornata sul piccolo schermo in due occasioni, per un episodio della serie Reporter alla ribalta (1969) e uno della serie F.B.I. (1970), diede il definitivo addio al mondo dello spettacolo per entrare in quello delle pubbliche relazioni, lavorando per la CBS News fino al 1992, anno in cui si ritirò a vita privata.

### Vita privata
Sposata dal 1966 con il produttore televisivo e sceneggiatore Warren Bush (morto nel 1992), Phyllis Kirk morì il 19 ottobre 2006 per un aneurisma cerebrale, all'età di 79 anni. È sepolta accanto al marito, veterano della seconda guerra mondiale, nel cimitero nazionale di Arlington (Virginia).

## Filmografia

### Cinema
- Noi che ci amiamo (Our Very Own), regia di David Miller (1950)
- L'indossatrice (A Life of Her Own), regia di George Cukor (1950)
- Due settimane d'amore (Two Weeks with Love), regia di Roy Rowland (1950)
- Mrs. O'Malley and Mr. Malone, regia di Norman Taurog (1950)
- Le vie del cielo (Three Guys Named Mike), regia di Charles Walters (1951)
- Lo sprecone (Just This Once), regia di Don Weis (1952)
- About Face, regia di Roy Del Ruth (1952)
- Il collegio si diverte (She's Working Her Way Through College), regia di H. Bruce Humberstone (1952)
- L'amante di ferro (The Iron Mistress), regia di Gordon Douglas (1952)
- Quattro morti irrequieti (Stop, You're Killing Me), regia di Roy Del Ruth (1952)
- La maschera di cera (House of Wax), regia di André De Toth (1953)
- World By the Tail (1953) – film tv
- Per la vecchia bandiera (Thunder Over the Plains), regia di André De Toth (1953)
- La città spenta (Crime Wave), regia di André De Toth (1953)
- River Beat, regia di Guy Green (1954)
- Johnny Concho, regia di Don McGuire (1956)
- Ritorno dall'eternità (Back from Eternity), regia di John Farrow (1956)
- La febbre dell'uranio (Canyon Crossroads), regia di Alfred L. Werker (1956)
- That Woman Opposite, regia di Compton Bennett (1957)
- Il marmittone (The Sad Sack), regia di George Marshall (1957)

### Televisione
- The Philco Television Playhouse – serie TV, 1 episodio (1952)
- Tales of Tomorrow – serie TV, 1 episodio (1952)
- The Red Buttons Show – serie TV, 1 episodio (1952)
- Armstrong Circle Theatre – serie TV, 1 episodio (1953)
- The United States Steel Hour – serie TV, 1 episodio (1953)
- Lux Video Theatre – serie TV, 2 episodi (1953-1954)
- Suspense – serie TV, 1 episodio (1954)
- Justice – serie TV, 1 episodio (1954)
- Goodyear Television Playhouse – serie TV, 3 episodi (1953-1954)
- The Web – serie TV, 2 episodi (1953-1954)
- Appointment with Adventure – serie TV, 1 episodio (1955)
- Playwrights '56 – serie TV, 1 episodio (1955)
- Letter to Loretta – serie TV, 1 episodio (1955)
- Star Stage – serie TV, 1 episodio (1955)
- Chevron Hall of Stars – serie TV, 1 episodio (1956)
- Studio One – serie TV, 4 episodi (1952-1956)
- Schlitz Playhouse of Stars – serie TV, 1 episodio (1956)
- Celebrity Playhouse – serie TV, episodi 1x19-1x27 (1956)
- Climax! – serie TV, 3 episodi (1955-1956)
- Playhouse 90 – serie TV, 1 episodio (1956)
- Robert Montgomery Presents – serie TV, 4 episodi (1953-1957)
- The Errol Flynn Theatre – serie TV, 2 episodi (1957)
- The Ford Television Theatre – serie TV, 4 episodi (1956-1957)
- The 20th Century-Fox Hour – serie TV, episodio 2x15 (1957)
- L'uomo ombra (The Thin Man) – serie TV, 72 episodi (1957-1959)
- I racconti del West (Zane Grey Theater) – serie TV, 1 episodio (1960)
- Ai confini della realtà (The Twilight Zone) – serie TV, episodio 1x36 (1960)
- Reporter alla ribalta (The Name of the Game) – serie TV, 1 episodio (1969)
- F.B.I. (The F.B.I.) – serie TV, 1 episodio (1970)

## Doppiatrici italiane
- Dhia Cristiani in La città spenta, La maschera di cera
- Rina Morelli in L'indossatrice
- Miranda Bonansea in L'amante di ferro
- Micaela Giustiniani in Per la vecchia bandiera
- Rosetta Calavetta in Johnny Concho
- Renata Marini in Ritorno dall'eternità
- Maria Pia Di Meo in Il marmittone